# پاناگیوتیس پیکرامنوس
پاناگیوتیس پیکرامنوس (یونانی: Παναγιώτης Πικραμμένος؛ زادهٔ ۲۶ ژوئیهٔ ۱۹۴۵) یک سیاست‌مدار اهل یونان است.